# Distretto di Afrin
Il distretto di Afrin (in arabo عفرين‎? è un distretto Siriano e fa parte del governatorato di Aleppo.
Al censimento del 2004 aveva una popolazione di 172.095.
Il suo centro amministrativo è la città di Afrin.

## Geografia
Ad est il distretto confina con A'zaz, verso sud con il Monte Simeone e verso ovest e il nord il confine con la Turchia costituisce un confine internazionale (province turche di Hatay, Kilis,  Gaziantep).

## Sub-Distretti
Il Distretto di Afrin è suddiviso in 7 sub-distretti o Nāḥiyas:
- Afrin nahiyah (ناحية عفرين),
- Bulbul nahiyah (ناحية بلبل),
- Jindires nahiyah (ناحية جنديرس),
- Rajo nahiyah (ناحية راجو)
- Sharran nahiyah (ناحية شرّان),
- Shaykh al-Hadid nahiyah (ناحية شيخ الحديد)
- Maabatli nahiyah (ناحية معبطلي)